# Kamczatka
Kamczatka – półwysep w azjatyckiej części Federacji Rosyjskiej. Oddziela od siebie Morze Ochockie i Morze Beringa. Jego powierzchnia wynosi około 370 tys. km² (wraz z przylegającym fragmentem części kontynentalnej i wyspami: Komandorskimi i Karagińskimi – ok. 470 tysięcy km²). Zamieszkany przez około 400 tys. osób. Ludność stanowią głównie Rosjanie, Koriacy i Itelmeni. Głównym miastem jest Pietropawłowsk Kamczacki (195 tys. mieszkańców). Obszar wchodzi w skład Kraju Kamczackiego.

## Geografia

### Ukształtowanie powierzchni
Długość 1200 km, szerokość do 450 km. Powierzchnia 372,3 tys. km². Z kontynentem łączy się poprzez przesmyk Parapolski Doł o szerokości 100 km. Wschodnia linia brzegowa półwyspu jest dobrze rozwinięta, brzegi wschodnie są strome, występuje tam wiele zatok, m.in. Kamczacka, Karagińska, Kronocka, Korfa. Bardzo blisko wschodniego brzegu półwyspu przebiega Rów Kurylsko-Kamczacki. Na zachodzie brzegi są płaskie i wyrównane, półwyspów i zatok nie ma prawie wcale. Zachodnią część półwyspu zajmuje Nizina Zachodniokamczacka. Przez centralną część wzdłuż całego półwyspu przebiegają Góry Środkowe zwane też Górami Środkowokamczackimi o maksymalnej wysokości 3621 m n.p.m. (wulkan Iczyńska Sopka). Na wschód od nich leży Nizina Środkowokamczacka. Graniczy ona z wulkanami Kluczewskiej Grupy. Największym z nich jest czynny wulkan Kluczewska Sopka o wysokości 4750 m n.p.m.
Na wschodzie półwyspu rozciągają się Góry Wschodnie składające się z pięciu pasm: Kumrocz (2346 m), Tumrok (2485 m), Gamczen (2576 m), Wałaginskij chriebiet (1794 m) i Ganalskij chriebiet (2277 m). Między przylądkiem Łopatka i Zatoką Kamczacką leży Wschodni Wulkaniczny Płaskowyż z wieloma stożkami wygasłych i czynnych wulkanów. Np.: Kronocka Sopka (3528 m), Koriacka Sopka (3456 m), Mutnowska Sopka (2323 m).
Na półwyspie znajduje się ponad 160 wulkanów, z czego 28 jest aktywnych. Potężnym stożkom wulkanicznym towarzyszą inne formy związane z działalnością wulkaniczną: gejzery, gorące źródła, fumarole, a także oryginalne stożkowe mofety.
Góry Kamczatki powstały w fałdowaniu alpejskim. W najwyższych partiach gór występują lodowce. Ich ogólna powierzchnia wynosi 860 km².
Na Kamczatce płynie około 14 tys. rzek i potoków, największe to: (na wschodzie) Kamczatka, Awacza, Oziernaja; (na zachodzie) Bolszaja, Icza, Tigil. Znajduje się tu wiele jezior, często leżących w kraterach i kalderach wulkanów.

### Geologia
Jeszcze przed ok. 300 milionami lat Kamczatka zalana była morzem. Dopiero później wydźwignęły ją ruchy tektoniczne i proces ten trwa do dzisiaj. Podłoże, przez które przebijają się wulkany, tworzą głównie prekambryjskie łupki krystaliczne, liczące sobie ponad 500 milionów lat. W północnej części półwyspu podłoże tworzą osady mezozoiczne i trzeciorzędowe. W rejonach występowania wulkanów przykrywają je warstwy skał wulkanicznych i młodszych skał metamorficznych. Jeszcze w okresie ostatnich zlodowaceń plejstoceńskich Kamczatkę łączył z Alaską tzw. Most Aleucki, którego pozostałością jest obecnie łańcuch Aleutów. Tamtędy odbywała się migracja roślin i zwierząt między kontynentami azjatyckim i amerykańskim. Ze względu na niedostępny teren budowa geologiczna Kamczatki jest słabo poznana.

### Klimat
Klimat morski monsunowy; cieplejszy i wilgotniejszy na wschodzie. Średnia temperatura lutego wynosi na zachodzie –15 °C, na wschodzie –11 °C, w środkowej części półwyspu –16 °C; temperatury sierpnia odpowiednio: 12, 13 i 16 °C. Roczna suma opadów od 600 do 1100 mm.

### Fauna i flora
Bogata fauna: soból, piesiec, wiewiórka, rosomak, niedźwiedź, wydra, wydra morska. Pod koniec lat 70. XX w. introdukowano tu łosie, dla których naturalną przeszkodą do samoistnego zasiedlenia półwyspu był otwarty, tundrowy przesmyk Prapolski Doł. Rzeki obfitują w ryby, szczególnie łososie. Kamczatka jest jedynym miejscem na świecie gdzie występują wszystkie gatunki łososia pacyficznego. Roślinność tworzą tajga, a w wyższych partiach gór tundra. Dla ochrony przyrody stworzono tutaj kilka rezerwatów, m.in. Rezerwat Koriacki, Rezerwat przyrody „Jużno-Kamczatskij” i Kronocki Rezerwat Biosfery z Doliną gejzerów i reliktowymi gatunkami roślin.

### Surowce naturalne
Na Kamczatce występuje wiele rodzajów węgla (od brunatnego do antracytu) oraz niewielkie złoża złota, srebra i rtęci. W ostatnich latach XIX w. badał je m.in. polski geolog w służbie rosyjskiej, Karol Bohdanowicz.

## Historia
Jako pierwszy Kamczatkę opisał Władimir Atłasow w 1701 na podstawie swoich wypraw z lat 1697–1699. W 1770 przebywał na niej Maurycy Beniowski. W latach 1795–1796 przebywał tam na zesłaniu po insurekcji kościuszkowskiej Józef Kopeć, opis Niższej Kamczatki, ludów ją zamieszkujących i ich obyczajów zamieścił w swoim „Dzienniku Podróży”.
W 1914 roku na Kamczatce zaczęły powstawać wylęgarnie łososia, głównego źródła utrzymania mieszkańców tego regionu.
Na terenie Półwyspu Kamczackiego Związek Radziecki posiadał jeden ze swoich licznych poligonów atomowych. Mieści się tu jeden z poligonów, który jest celem dla rosyjskich rakiet strategicznych w czasie przeprowadzania ich testów (np. Topol i Topol-M – w kodzie NATO: SS-25 i SS-27, czy rakiet balistycznych wystrzeliwanych z okrętów podwodnych). Znajdują się tu ważne strategiczne bazy wojskowe, kiedyś radzieckie, dziś rosyjskie.
Region silnych trzęsień ziemi: 16 października 1737 i 4 listopada 1952 oraz 30 lipca 2025 Kamczatkę nawiedziły trzęsienia ziemi o sile odpowiednio 9.3 i 9.0 oraz 8.8 w skali Richtera. We wszystkich przypadkach skutkiem kataklizmu była fala tsunami.

## Gospodarka

### Rybołówstwo i rybactwo
Głównym źródłem utrzymania mieszkańców Kamczatki jest rybołówstwo i rybactwo, głównie łososia, który wpływa do kamczackich rzek na tarło. W celu zwiększania pogłowia łososia na Kamczatce działają wylęgarnie.

### Rolnictwo
W czasach ZSRR na Kamczatce działały liczne państwowe gospodarstwa rolne, które były przez lata jednymi z ważniejszych źródeł utrzymania ludności. Po latach transformacji ustrojowej większość gospodarstw upadała, co spowodowało znaczne zwiększenie bezrobocia i spadek liczby ludności, która wyemigrowała do innych części Rosji. Spora część dawnych rolników zajęła się kłusownictwem.

### Transport
Na całym półwyspie jest około 300 km dróg twardych. Nie ma kolei. Spora część transportu jest realizowana za pomocą wojskowych śmigłowców.